# 로저 하그리브스
찰스 로저 하그리브스(Charles Roger Hargreaves, 1935년 3월 9일 ~ 1988년 11월 11일)은 아이들을 위한 만화 Mr.Men과 Little Miss 시리즈로 알려진 영국의 아동서적 전문 작가이자 일러스트레이터였다. 그의 책들은 매우 간단하고 우스꽝스러운 내용이지만 20여개 언어로 번역되어 8,500만부나 팔리며 25년이 넘도록 대중들의 사랑을 받고 있다.

## 로저 하그리브스의 생애

### 로저 하그리브스의 삶
그의 아버지를 따라 세탁소에서 일을 했으며 이후 광고업으로 이직했다. 하지만 그는 만화가가 되고 싶다는 꿈을 가지고 있었으며 1971년 그가 크리에이티프 디랙터로 런던에서 일하고 있을 때 첫 번째 Mr. Men book 시리즈인 간지럼씨를 지었다. 처음에 그의 출판사를 찾는데 어려움을 느꼈으나 출판 후 그것은 바로 성공을 거두었다. 3년만에 그의 책은 1,000만 부가 넘게 팔렸다. 1975년에는 BBC에서 이 시리즈를 Mr. Men Show라는 이름으로 텔레비전 시리즈를 만들었다.
1976년까지 그는 이 작업을 마무리 하고 1981년에 들어 Little Miss 시리즈의 책을 출판했다. 이것 또한 1983년에 텔레비전 시리즈로서 만들어졌다. 그는 이외에도 25권의 Timbuctoo 시리즈와 John Mousee 등 많은 책을 썼지만 46권의 Mr. Men과 33권의 Little Miss라는 책으로 더 유명하다.

### 로저 하그리브스의 죽음
1988년 켄트 앤 서섹스 병원에서 죽었다. 그가 죽은 뒤 그의 아들 아담(Adam)은 Mr. Men과 Little Miss에 대한 새로운 시리즈를 계속 만들었다. 하지만 2004년 8월 그의 아내 크리스틴은 이 시리즈들에 대한 권한을 영국엔터네이먼트 회사 Chorion에 28,000 파운드에 팔았다.

## 로저 하그리브스의 저서들
- Mr Men
- Little Miss
- Walter Worm
- John Mouse
- Albert Elephant, Count Worm and Grandfather Clock
- I am...
- Timbuctoo
- Hippo Potto and Mouse
- Easy Peasy People (Also by Gray Jolliffe)
- Roundy and Squarey